# ACT UP

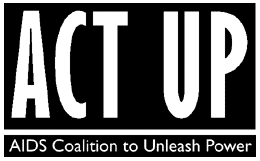
Логотип ACT UP

ACT UP, AIDS Coalition to Unleash Power (укр. СНІД-коаліція для мобілізації сили) — організація прямої дії, яка домагається поліпшення життя людей, хворих СНІДом, законодавчих і політичних змін, медичних досліджень, які зрештою привели б до зупинки епідемії, поліпшенню якості життя пацієнтів.
Була створена в 1987 році Ларрі Крамером на основі Гей-лесбі-общинного центру в Нью-Йорку як альтернатива попередньої його організації, «Кризового центру здоров'я геїв» (GMHC), яку він вважав політично безсилою.
Організація здобула популярність завдяки безлічі безкомпромісних, радикальних публічних акцій. Девіз організації «Мовчання = смерть».
| Організація | Це незавершена стаття про організацію. Ви можете допомогти проєкту, виправивши або дописавши її. |